# Rudolf Caracciola

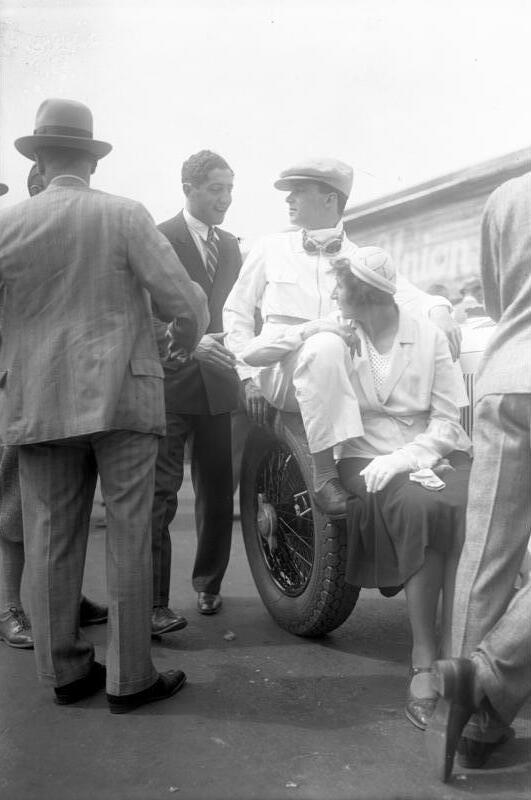
Rudolf Caracciola első feleségével, Charlotte-tal egy 1931-es versenyen

Rudolf Caracciola, teljes nevén Otto Wilhelm Rudolf Caracciola (Remagen, 1901. január 30. – Kassel, 1959. szeptember 28.) német autóversenyző, háromszoros Európa-bajnok, az európai autóversenyzés Formula–1 előtti legsikeresebb versenyzője. Grand Prix-karrierje előtt hegyi versenyeken is Európa-bajnoki címet szerzett, ugyancsak háromszor.
Teljes Grand Prix-karrierje alatt mindössze két csapat, a Mercedes-Benz és az Alfa Romeo alkalmazásában állt, utóbbinál csak egy szezon erejéig. Beceneve a Caratsch, illetve a Regenmeister volt. Az előbbi olasz eredetű vezetékneve németesített, egyfajta becézett formája, az utóbbit pedig esőben nyújtott jó teljesítménye után kapta.
Versenyzői karrierje az 1920-as évek elején kezdődött, amikor a Fafnir nevű autógyárnál volt tanonc, és ekkor eleinte motorkerékpárokkal, ezután autókkal versenyzett. Először a Mercedes-Benz versenyzője volt, első két hegyi versenyeken szerzett Európa-bajnoki címét a német gyárral érte el, míg a harmadikat már az olasz Alfa Romeo színeiben.
Komolyabb Grand Prix-karrierje 1926-ban kezdődött, amikor megnyerte az első német nagydíjat. Ezt a sorozatot tekintve is csak a korábban említett két gyári csapat versenyzője volt. 1926-tól 1931-ig, amikor már az idény bizonyos versenyeit külön értékelték egy Európa-bajnokság keretein belül, privátként indult egy Mercedes-Benz-cel, majd 1932-re az Alfa Romeóhoz szerződött. 1933-tól ismét a Mercedes-Benz alkalmazásában állt, ekkortól már a gyári csapatnál. Európa-bajnoki karrierje rendkívül sikeresen alakult, 1935-ben, 1937-ben és 1938-ban is győzni tudott. Ha szigorúan a bajnokság kimenetelébe beleszámító versenyeket nézzük, 24 versenyen indult, ezek közül tízet nyert meg, és a versenyek több mint a kétharmadán, 17 alkalommal állt dobogóra. Ezen kívül számos, a bajnokságon kívül rendezett egyéb versenyen is győzni tudott.
A második világháború befejezése után még visszatért az autóversenyzéshez. El szeretett volna indulni az 1946-os indianapolisi 500-on, azonban egy edzésen súlyos fejsérüléseket szenvedett, így a versenyre már nem tudta kvalifikálni magát. 1952-ben még rajthoz állt egy svájci sportautó-versenyen is, ám végül ez is balesettel végződött számára.
1959-ben, 58 évesen, májelégtelenségben halt meg.

## Karrierjének kezdete
Caracciola a Nyugat-Németországban található Remagenben született 1901. január 30-án. Olasz ősei a harmincéves háború idején vándoroltak Nápolyból a Rajna vidékére, ahol Bartolomeo Caracciolo herceg az Ehrenbreitstein-erőd parancsnoka lett. Maga Caracciola már fiatalkorától érdeklődött az autók iránt, tizennégy éves korától szeretett volna autóversenyző lenni. Az első világháború előtt egy korábbi típusú Mercedesszel versenyzett, a jogosítványt már a legális 18 év betöltése előtt megszerezte. Apja azt szerette volna, ha egyetemre megy, ám miután ő meghalt, a fiatal Rudolf úgy döntött, hogy a Fafnir autógyár gyakornoka lesz. Később önéletrajzi könyvben úgy emlékezett vissza, hogy a teljes Fafnirnál töltött időszak alatt mindössze egy autót adott el.
A technikai sportok az 1920-as években Németországban, csakúgy, mint egyébként egész Európában, elitsportnak számítottak, csak a kivételesen gazdagok engedhették meg maguknak, hogy egy, esetleg több versenyautót karban tartsanak. Amikor a 20-as évekre a sportágban is egyre inkább megjelent a professzionalizmus, úgy kezdett Caracciola egyre komolyabb sikereket elérni, eleinte még motorversenyzésben. Amikor a Fafnir 1922-ben úgy döntött, hogy részt vesz az AVUS pályán rendezett első versenyen, a gyár egyik autóját Caracciola vezette. A verseny végeztével kategóriájában győztes lett, az összes Fafnir közül pedig ő ért célba elsőként. A következő versenyen, a rüsselsheimi Opelbahnon már győzni is tudott. Végül azonban nem maradt sokáig Aachenben, a Fafnir székhelyén: miután megütött egy megszálló belga katonát, elmenekült a városból. Drezdába költözött, ahol 1923 áprilisában meg tudott nyerni egy az ADAC égisze alá tartozó versenyt.
1923-ban a Daimler-Motoren-Gesellschaft munkatársa lett a cég drezdai üzletében, miközben tovább folytatta az autóversenyzést. 1923-ban a nyolc versenyéből négyet megnyert. 1924-ben a sikerek továbbra sem kerülték el: összesen tizenöt hegyi versenyt nyert meg Svájcban. Az ekkor az autósport elitkategóriájának számító Grand Prix-versenyeken először 1924-ben, az olasz nagydíjon vett részt, mint a Mercedes tartalékversenyzője, ám a versenyen végül nem állt rajthoz. 1925-ben, miután egyre komolyabb autóversenyzői sikereket ért el, abbahagyta gépészmérnöki tanulmányait.

## 1926–1930: az áttörés

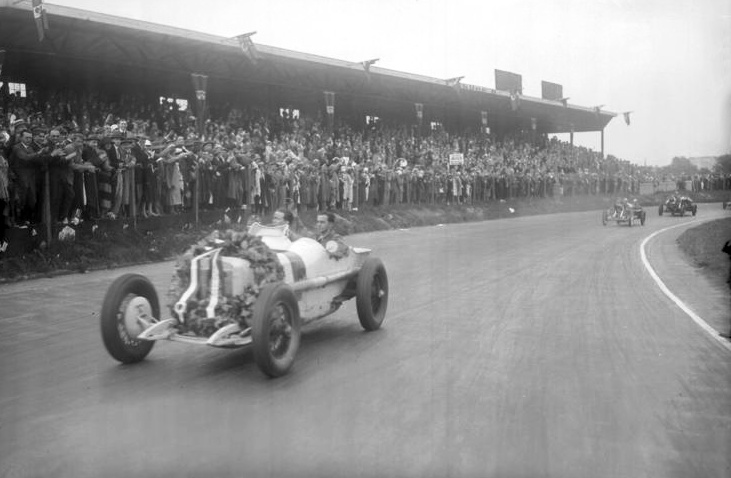
Caracciola (balra) és a versenyen vele tartó szerelője, Eugen Salzer az 1926-os német nagydíj megnyerése után

Caracciola áttörést jelentő éve az 1926-os volt. Az első német nagydíjat július 11-én az AVUS-on rendezték, azonban ez egybeesett egy spanyolországi, nagyobb presztízsű versennyel. Az újonnan egyesült gyár, a Mercedes-Benz úgy döntött, hogy első számú csapatát az utóbbi versenyen indítja. Miután Caracciola ezt megtudta, kért egy versenyautót a Mercedes gyárában, hogy indulhasson a hazai versenyen. Végül ő, valamint még egy versenyző, Adolf Rosenberger kaptak egy 1923-as fejlesztésű M128-ast. Rosenberger versenye jól indult, Caracciola motorja azonban rögtön a rajt után lefulladt. Mire szerelőjével, Eugen Salzerrel sikerült újra beindítaniuk az autót, már közel egyperces hátrányban voltak a többi indulóhoz képest. Nem sokkal ezután elkezdett esni, és több lassú autót megelőzött. Sokakat meg sem kellett előznie, ugyanis a nehéz körülmények között rengetegen kiestek. Ilyen volt márkatársa, Rosenberger is, aki egy lassabb autó előzése közben egy időmérőállásnak csapódott, s a baleset következtében mindhárom ott dolgozó meghalt. A ködben és a szakadó esőben egyik versenyben lévő versenyző sem volt tisztában pozíciójával, így a leintéskor Caracciolát is meglepetésként érte, hogy győzött. Ekkor kapta a német sajtótól a „Regenmeister” (esőmester, a mai magyar sportsajtóban leginkább „esőmenő”) becenevet, az esőben nyújtott nagyszerű teljesítménye után.
A győzelemért kapott tizenhétezer márkából Mercedes-kereskedkést nyitott Berlinben, és feleségül vette barátnőjét, Charlottét, akivel 1923-ban ismerkedett meg. Ezt követően jó ideig csak sportautó-versenyeken indult, és ezeket is megnyerte. 1927-ben, az Eifel-hegységben megépült a ma is használt Nürburgring, ekkor a mainál még sokkal hosszabb vonalvezetéssel. 1927-ben az első itt rendezett versenyt Caracciola megnyerte. Az 1927-es német nagydíjon műszaki hiba miatt kiállni kényszerült, és a végső győztes Otto Merz lett. Ezzel együtt, a huszonhét verseny közül, amin ebben az évben elindult, tizenegyet meg tudott nyerni.
1928-ban ismét ő nyerte meg a német nagydíjat. A versenyt Christian Wernerrel megosztva nyerte, aki akkor vette át Caracciola helyét, miután balesetet szenvedett a boxutcában. A német nagydíj, hasonlóan a legtöbb Grand Prix-versenyhez, figyelmen kívül hagyta a hivatalos, AIACR által felállított Grand Prix-szabályokat, és a legtöbb helyszínen tulajdonképpen Formula Libre-versenyeket tartottak, ahol szinte mindenki elindulhatott. Emiatt a Mercedes inkább a sportautók, mint a Grand Prix-autók fejlesztésére koncentrált.

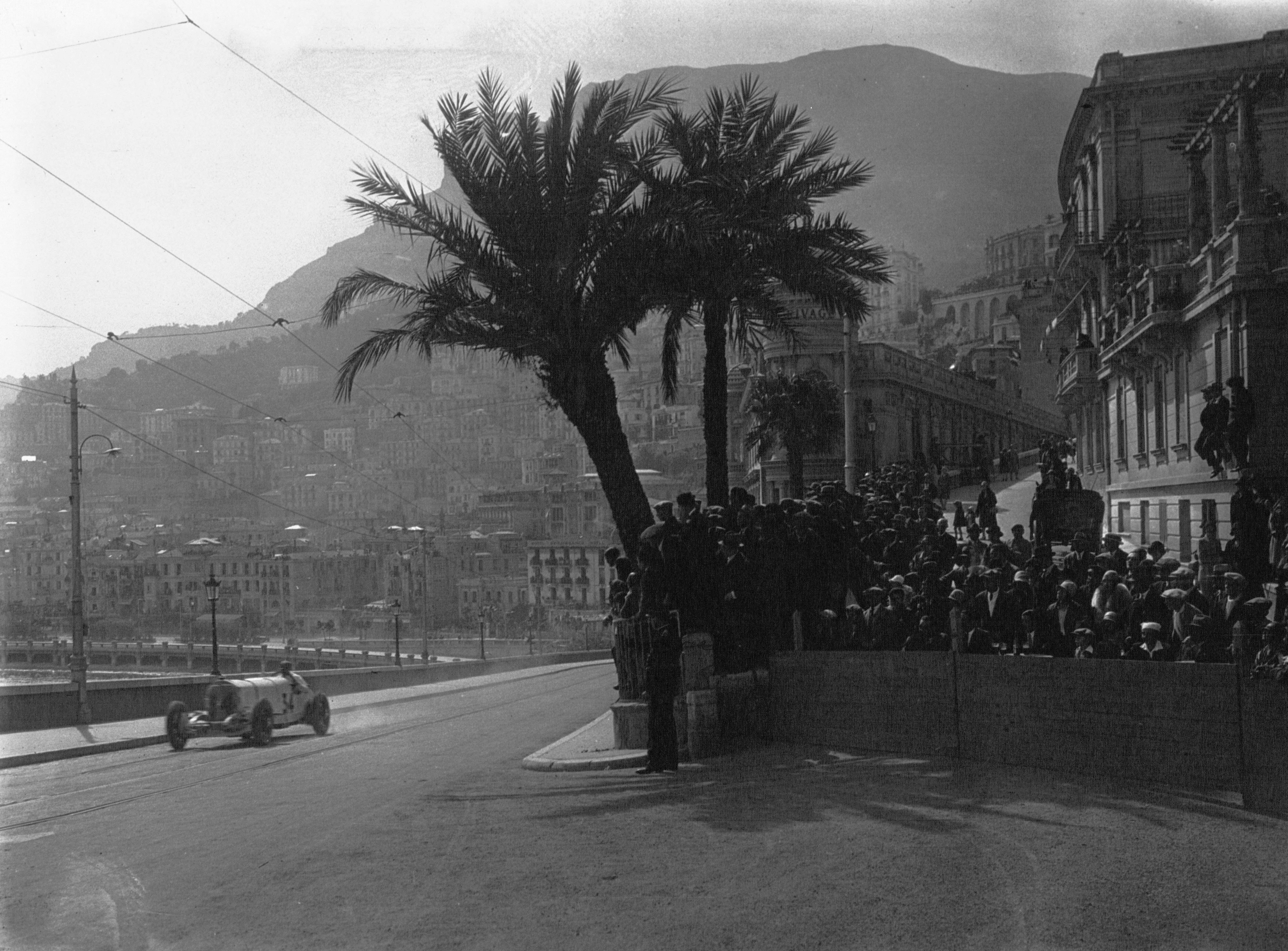
Az 1929-es monacói nagydíj egy gyakorlásán, ahol végül harmadikként zárt

Az első monacói nagydíjat 1929-ben rendezték meg. Ezen Caracciola a rajtrács végéről indult (amely ekkoriban még véletlenszerű volt), de már az elejétől a vezetésért volt harcban a brit William Grover-Williamsszel. Azonban később egy bokszkiállás négy és fél percet vett igénybe Caracciolának és csapatának, és ezt a nagydíj hátralévő részében már képtelen volt ledolgozni, és végül harmadik lett. Ugyanebben az évben megnyerte a RAC Tourist Trophyt, valamint Werner oldalán részt vett a Mille Miglán és a Le Mans-i 24 órás versenyen is. Előbbin hatodikként zártak, míg a franciaországi verseny nagy részét vezették, egészen addig, amíg műszaki hiba miatt kiállni nem kényszerültek. 1930-ban, immár ismét egyedül, megnyerte az ír nagydíjat, valamint négy hegyi versenyt, amivel pályafutása során először Európa-bajnoki címet ünnepelhetett. Eközben autókereskedése csődbe ment, így azt kénytelen volt bezárni.

## 1931–1932: távozás az Alfa Romeóhoz
Miután a Mercedes 1931-re kivonult a Grand Prix-versenyekről – a fő indok a gazdasági világválság volt – nem hivatalosan támogattak néhány versenyzőt, például Caracciolát. A gyár egyre súlyosbodó anyagi gondjai miatt a monacói nagydíjon, amelyet végül fel kellett adnia kuplungproblémák miatt, Caracciola egyedül képviselte a céget. Nem sokkal később a német nagydíjat százezres nézőközönség előtt rendezték. A hétvége során rendkívül nehéz körülményekkel kellett megküzdenie a versenyzőknek, a futam napján például nem sokkal a start előtt kezdett el esni. Caracciola a verseny kezdetétől Luigi Fagioli Maseratija mögött volt, ám megelőzni csak később tudta, ugyanis a Fagioli által felvert vízpermet miatt nem látott tökéletesen, így egy esetleges előzés nem ígért volna biztos sikert. Végül ez sikerült neki, de a hatodik körtől száradni kezdett a pálya, és Caracciola nehezebb Mercedesére komoly veszélyt jelentett a Bugattival versenyző Louis Chiron. Végül a rekordidő alatt elvégzett bokszkiállásának köszönhetően sikerült megőriznie az első helyét, így ő lett a futamgyőztes, közel egyperces előnnyel, annak ellenére, hogy a verseny végén Chiron majdnem tizenöt másodperccel gyorsabb köröket is futott.
A Masaryk nagydíjon sikerült megúsznia egy komolyabb balesetet. Ketten, Chironnal üldözték Fagiolit, amikor az olasz egy fából készült gyaloghídnak ütközött, és a törmelékek a pályán szétszóródtak. Ezt Chiron egy árkon keresztül tudta kikerülni, Caracciola azonban fának ütközött és kiesett, ám szerencsére sértetlenül szállt ki autójából. A baleset nem volt hatással a hátralévő szezonjára, a hegyiverseny-sorozatban ismét Európa-bajnoki címet szerzett. Az egyik legnagyobb sikere ebben az évben a Mille Miglia megnyerése volt. Az Olaszországban megrendezett hosszútávú autóverseny az évi kiírását sokáig a hazai pályán, a hazai márka Alfa Romeóval versenyző olasz pilóták uralták. Ő és társa, Wilhelm Sebastian lett az első külföldi páros, akik megnyerték a versenyt, ez rajtuk kívül később is csak Stirling Mossnak és Denis Jenkinsonnak sikerült 1955-ben.

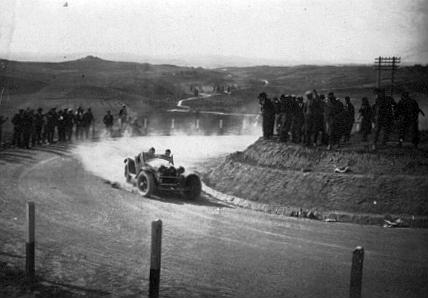
Caracciola egy Alfa Romeo 8C volánjánál az 1932-es Mille Miglián. A versenyt később fel kellett adnia.

A Mercedes 1932-re teljesen kivonult a technikai sportok világából, így Caracciola az Alfa Romeóhoz szerződött, azzal az ígérettel, hogyha a Mercedes visszatér, visszaigazol hozzájuk. Szerződésében az szerepelt, hogy az olasz istállónál félig függetlenként fog versenyezni. Első versenye a Mille Miglia volt, ahol sokáig vezetett is, ám később a verseny feladására kényszerült egy szelep meghibásodása miatt. Ezt követően a monacói nagydíjon indult. Sokáig a negyedik helyen haladt, ám miután Baconin Borzacchini kiállt előle kerékcserére, rövid időn belül a harmadik, majd a második helyen állt. Később Tazio Nuvolari után eredhetett, azonban hiába csökkentette folyamatosan a különbséget, megelőznie nem sikerült, közvetlenül mögötte ért be a második helyen. Érdekesség, hogy a nézők Caracciola teljesítményét nagyobb tapssal díjazták, mint a győztes Nuvolariét. A versenyt követően az Alfa Romeo egy teljes gyári támogatásról szóló szerződést ajánlott neki.
A szezon hátralévő részében is az olasz gyár versenyzői domináltak. A hazai versenyen, Monzában vetették be a gyár új fejlesztésű autóját, a P3-ast. Ezzel Nuvolari és Giuseppe Campari versenyzett, míg Borzacchini és Caracciola a sokkal nehezebb 8C-vel indult. Caracciola műszaki hiba miatt kiállni kényszerült, de később átvette Borzacchini autóját, miután az olasz fejét eltalálta egy kő. Végül harmadikként zárt. A francia nagydíjon már Caracciola is P3-assal versenyzett, és a starttól kezdve a győzelemért harcolt Nuvolarival. A versenyt Nuvolari nyerte. Az Alfa Romeo dominanciájára jellemző, hogy az első három helyen a gyár versenyzői, Nuvolari, Borzacchini és Caracciola végeztek. A német nagydíjon változott a sorrend, itt Caracciolának sikerült megelőznie a két olaszt.
Caracciola a további versenyeken is jól teljesített, igaz, ezek már nem számítottak be a bajnokság végkimenetelébe. Megnyerte a lvovi és a monzai nagydíjakat, valamint öt hegyi versenyt, amivel ismét (pályafutása során egyébként utoljára) Európa-bajnok lett ebben a kategóriában. Az évad egyik utolsó versenyén, az AVUS-i nagydíjon tűnt fel későbbi nagy ellenfele, Manfred von Brauchitsch, aki ekkor győzte le őt először.

## 1933–1934: sérülés, visszatérés a Mercedeshez
Az 1933-as szezont követően az Alfa Romeo megszüntette gyári csapatát, szerződés nélkül hagyva Caracciolát. Egy nyári vakáció során a Bugattitól szintén elbocsátott jó barátjával, Louis Chironnal úgy döntöttek, saját csapatot alapítanak, Scuderia C.C. (Caracciola–Chiron) néven. Ehhez három Alfa Romeo 8C-t vásároltak, valamint a Daimler-Benz rendelkezésükre bocsátott egy kamiont ezek szállításához. Chiron autója kék alapszínre fehér csíkot kapott, Caraccioláénál ez fordítva volt. Első versenyük a monacói nagydíj volt. Ennek a második napján, egy gyakorlás alkalmával, amikor Chironnak mutatta meg, mire képes az autó (a monacói versenyző ekkor ült először Alfa Romeóban) a Tabac kanyarban elvesztette uralmát az autója felett, és balesetet szenvedett. Az autó négy fékje közül három tönkrement, és ezután döntéskényszerbe került: az instabil autó miatt a tengerbe esik, vagy a falnak csapódik, végül utóbbit választotta. A balesetet követően abban a dohányáruboltban látták el, amelyről a Tabac kanyar a nevét kapta, majd miután jobban lett, innen került kórházba. Jobb combcsontja több helyen eltört, és az orvosok szerint nem volt biztos, hogy valaha újra versenyezhet. Ezt követően fél évet töltött egy bolognai magánklinikán, majd felesége, Charlotte úgy döntött, hazaviszi őt Svájcba, hogy a magaslati friss levegő elősegítse a gyógyulást. Végül a vártnál jóval gyorsabban meggyógyult.
A nácik megerősödésével a német autógyárak, a Mercedes-Benz és az Auto Union állami kézbe kerültek, ismét megerősödtek, és ez jó lehetőség volt a visszatérésre. Végül előbbi cég elnöke, Alfred Neubauer utazott el hozzá luganói villájába, azzal a céllal, hogy ha egészséges, szerződtetné őt az 1934-es szezonra. Ekkor még nehezére esett a járás, azonban ígéretet tett, hogy amint jobban lesz, elmegy Stuttgartba, a gyár székhelyére, hogy újra tárgyaljanak. A hosszú út sokat kivett belőle, a szerződés aláírása után rögtön pihennie kellett. Németországi tartózkodása alatt egy újabb tragédia történt: amíg a Mercedesszel tárgyalt, felesége életét vesztette egy síbalesetben. Ekkor, későbbi elmondása szerint közel állt ahhoz, hogy teljesen visszavonuljon a nyilvánosságtól, és felhagyjon az autóversenyzéssel is. Végül Chiron látogatása győzte meg őt a folytatásról. Bár a lába még mindig fájt vezetés közben, fokozatosan egyre jobb eredményeket ért el.
1934 áprilisában már tesztelte az új W25-öst annak ellenére, hogy a különböző műtétek miatt jobb lába öt centivel megrövidült, így később különös ismertetőjegyévé vált a sántítás. Az Eifelrennenen még nem indulhatott, először az ugyancsak a Nürburgringen megrendezett német nagydíjon állhatott rajthoz hat héttel később. A tizenharmadik körben rövid ideig a vezetést is megszerezte Hans Stucktól, azonban egy körrel később motorhiba miatt kiesett. Az olasz nagydíjon már több szerencsével járt. Itt a negyedik helyről indult, azonban nem sokkal később egészen a második helyig kapaszkodott fel, és ismét üldözőbe vehette Stuckot. Az 59. körben azonban annyira elviselhetetlenné vált a fájdalom a combjában, hogy egy bokszkiállás alkalmával kénytelen volt átadni a volánt a csapattárs Luigi Fagiolinak. Végül az olasz pilóta nyerni tudott. A szezon hátralévő részében a legjobb eredménye egy második hely volt Fagioli mögött a spanyol nagydíjon, a csapat nagy elégedetlenségére, ugyanis a verseny előtt megtiltották Fagiolinak, hogy ha egymás mögött haladnak, megelőzze a német versenyzőt.

## 1935–1936: az első bajnoki cím

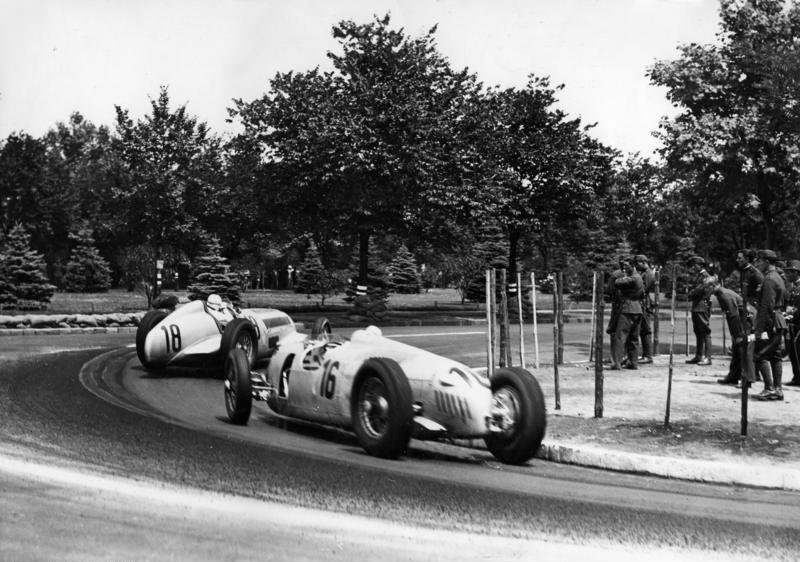
Caracciola későbbi nagy riválisa, az Auto Union színeiben versenyző Bernd Rosemeyer előtt az 1936-os magyar nagydíjon. Kettejük rivalizálásának az vetett véget, amikor Rosemeyer megpróbálta megdönteni Caracciola sebességrekordját az Autobahnon 1938 januárjában, és meghalt.

Caracciola első Európa-bajnoki címét 1935-ben szerezte. A bajnokság végkimenetelébe öt verseny, a belga, a német, a svájci, az olasz és a spanyol versenyből állt. Belgiumban rögtön győzelemmel kezdett, a megosztva versenyző Fagiolit és Manfred von Brauchitschet, valamint jó barátját, Chiront megelőzve A következő versenyen meglepetésre Nuvolari végzett az élen, Hans Stuck és Caracciola előtt. Svájcban ismét Caracciola tudott nyerni, mögötte második Fagioli, harmadik pedig a feltörekvő ígéret Bernd Rosemeyer lett. Spanyolországban is nyerni tudott, így az utolsó versenyen hiába esett ki váltóhiba miatt, három győzelme elég volt a bajnoki cím megszerzéséhez.
A bajnokság végkimenetelébe be nem számító versenyeken is jól szerepelt, megnyerte az Eifelrennent, valamint az akkor másodszor megrendezett Penya Rhin nagydíjat is. Ugyancsak ő végzett az élen a tripoli nagydíjon, melyet az akkor olasz fennhatóság alatt álló terület kormányzója, Italo Balbo szervezett. A versenyt a sivatagban, egy sós tó körül rendezték, hihetetlenül nagy melegben. Neubauer biztos volt benne, hogy a gumik nem bírnak ki egy egész versenyt. Caracciola gyengén kezdett, azonban a 30. és 40. kör között végrehajtott négy kerékcseréjének köszönhetően egészen a harmadik helyig sikerült előreverekednie magát. Később megörökölte Nuvolaritól és Varzitól az első helyet, amikor a két olasz kiállt a bokszba, majd meg is tartotta azt egészen a verseny leintéséig. Egy verseny utáni nyilatkozata szerint ekkor érezte először, hogy a lába teljesen rendbe jött a két évvel ezelőtti monacói baleset után.
Miután Caracciola révén egy Mercedes végzett a bajnokság élén, a gyár számára adott volt a feladat, hogy Caracciolának és csapattársainak egy olyan autót adjon, amivel 1936-ban is harcban lehetnek a bajnoki címért. Bár a karosszéria rövidebb lett, és a motor lökettérfogatát is megnövelték 4,74 literre, az autó gyengébbnek, valamint kevésbé megbízhatónak találtatott az Auto Union Type C elnevezésű versenyautójával szemben. Ennek ellenére az első verseny, az esős körülmények között megrendezett monacói nagydíj Caracciola győzelmével zárult. Később a magyar nagydíjon is sokáig vezetett, ám később műszaki problémák miatt kiállni kényszerült. Hazai versenyén előbb saját autójával kiesett, majd átült Hermann Langéba, de nem sokkal később azzal is feladni kényszerült a német versenyt. Sokáig a svájci nagydíjon is az élen állt, azonban a versenyigazgatóság döntésének értelmében feltartásért át kellett adnia a vezetést a korábbiakban közvetlenül mögötte autózó Rosemeyernek. A két versenyző annak ellenére heves vitába bocsátkozott, hogy Caracciola később tengelytörés miatt kiesett. Ebben az évben a Mercedes rendkívül versenyképtelen volt: Caracciola csak kétszer, a már említett monacói és tuniszi versenyen tudott diadalmaskodni, ezzel a bajnoki cím Bernd Rosemeyeré lett.

## 1937: a második győzelem

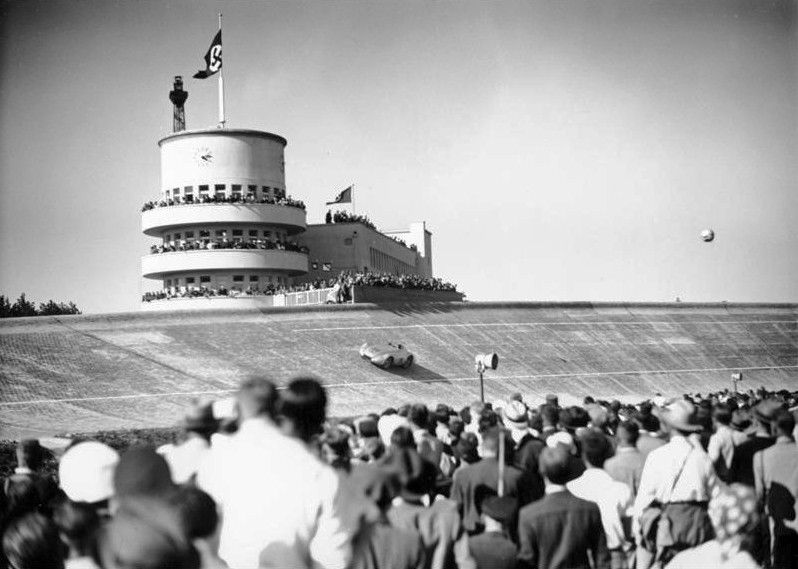
Egy, a Caraccioláéhoz hasonló áramvonalas W125-ös 1937-ben, az AVUS északi kanyarjában

A Mercedes az 1937-es idényre egy teljesen új autóval, a W125-össel tért vissza, amely elődjéhez, a W25-öshöz képest mintegy százötven lóerővel volt erősebb. Az első komolyabb versenyt a felújított AVUS-on rendezték, háromszázezer néző előtt. A felújítás abban állt, hogy minél nagyobb sebességet menthessenek át a versenyzők az egyenesre, az északi kanyart meredekebben megdöntötték. A versenyen sokáig Caracciola vezetett, akkori legnagyobb ellenfele, Bernd Rosemeyer előtt, ám végül váltóhiba miatt kiállni kényszerült. Érdekesség, hogy a verseny átlagsebessége mintegy 250 km/h volt. A versenyt követően a Mercedes csapata (Rosemeyer, Nuvolari és az újonc Richard Seaman) az USA-ban, a Vanderbilt-kupa elnevezésű versenyen indult, így ki kellett hagynia a belga nagydíjat, amelyet hat nappal azután rendeztek.
A második Grand Prix-versenyen, Németországban a második sorból indulhatott. Nem sokkal később már az élen állt, a vezetést pedig egészen a leintésig meg tudta tartani Manfred von Brauchitsch és Rosemeyer előtt. A monacói nagydíjon a pole-pozícióból indulhatott, majd a verseny elejétől kezdve komoly harcot folytatott von Brauchitsch-csal. A versenyt végül egy Caracciolánál elkövetett hiba döntötte el a bokszkiálláskor. Ekkor egy csavar esett az autó indukciós rendszerébe, a hiba helyrehozatala pedig három és fél percbe került a szerelőknek, így végül csak másodikként intették le. Szezonbeli második győzelmét Svájcban aratta. A versenyen ismét az első rajtkockából indulhatott, és annak ellenére, hogy az egész versenyt heves esőzés nehezítette, pályacsúcsot állított fel. Ekkor kezdte a korabeli sajtó ismét „Regenmeister” („esőmenő”) néven emlegetni.
Az olasz nagydíjat hosszú idő után nem a már akkor is tradicionális helyszínnek számító Monzában, hanem Livornóban rendezték. A verseny a nézők miatt csak harmadszorra tudott elrajtolni, ám ez sem zavarta meg az ekkor ismét élről induló Caracciolát, és győzni tudott Hermann Lang előtt, igaz, csak négy tizedmásodperccel. Ezzel pályafutása során immár másodszor szerezte meg az Európa-bajnoki címet, két ponttal megelőzve von Brauchitschot. Ezt követően indult még a bajnokság végeredményébe be nem számító versenyeken is, ezek közül legjobb eredményét a Masaryk nagydíjon érte el, ahol győzni tudott.
Ebben az évben másodszor is megnősült, felesége Alice Hoffman-Trobeck lett, akit júniusban, Luganóban, nem sokkal az amerikai út előtt vett feleségül.

## 1938: sebességrekordok, valamint a harmadik Európa-bajnokság

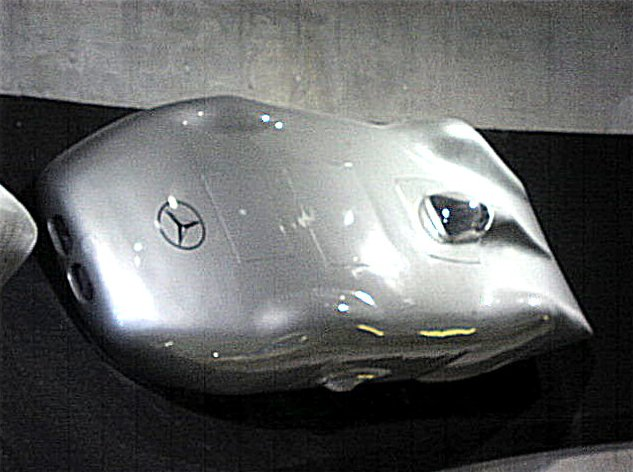
A W125 Rekordwagen, amellyel Caracciolának 432,7 km/órás sebességet sikerült elérnie

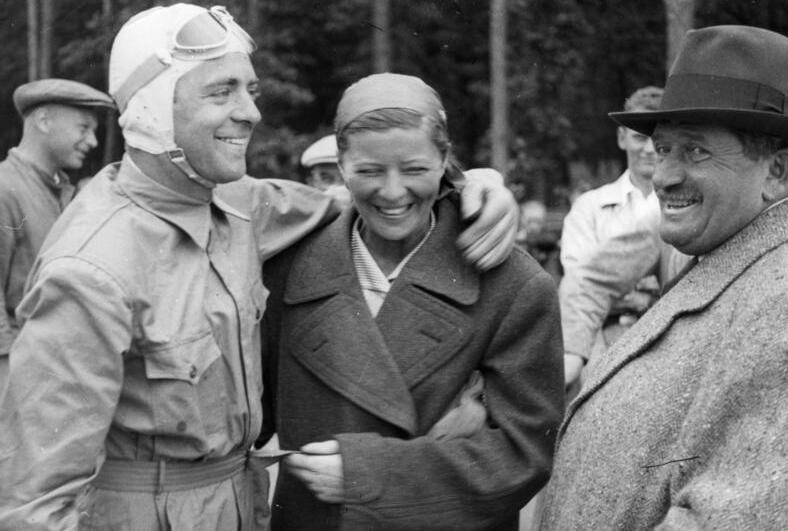
Bernd Rosemeyer, a nagy ellenfél (Elly Beinhorn és Ferdinand Porsche társaságában)

Az 1938-as idény előtt, január 28-án a Mercedes az A5-ös autópályán tesztelt, ahol versenyzőivel azt a sebességrekordot szerette volna megdönteni, melyet az Auto Union állított fel. A rekordokat ekkoriban hengerűrtartalom szerint különítették el, ezen kívül létezett egy kategória a módosított Grand Prix-autóknak. Caracciola 1935-ben 311,985 km/h-val már felállított egy ilyen rekordot, ám ezt később Stuck és Rosemeyer is megdöntötte. Az erre az alkalomra készített áramvonalas W125 Rekordwagen volánjánál ülő Caracciola 1938. január 28-án újabb rekordot állított fel 432,7 km/órával, ez a mai napig az egyik legnagyobb közúton mért sebesség. A nap azonban tragédiával végződött: a frissen felállított rekordot rögtön meg akarta dönteni az Auto Union versenyzője, Bernd Rosemeyer. Amikor Rosemeyer mintegy 400-as tempó környékén autózott, egy erőteljes széllökés miatt autója lecsúszott az útról, többször megpördült a levegőben, vezetője pedig életét vesztette.
Az autókra vonatkozó szabályok ismét megváltoztak, így a Mercedesnek ismét új autót kellett építenie. Később kiderült, hogy az új W154-es tervezése jól sikerült, ugyanis az első futamon, Franciaországban például a gyár autói hármas győzelmet arattak von Brauchitsch, Caracciola, Lang sorrendben. Bár később csak két versenyt, a svájci nagydíjat és a Coppa Acerbót nyerte meg, kiegyensúlyozott teljesítményének köszönhetően harmadszor, és mint később kiderült, pályafutása során utoljára ismét Európa-bajnok lett. Ebben az idényben a legemlékezetesebb győzelmét az egy évvel ezelőttihez hasonlóan ezúttal is esős körülmények között megrendezett svájci nagydíjon aratta. A verseny első tizenegy körében csapattársa, Seaman vezetett, akit ezután megelőzött. Bár a versenyt végül megnyerte, korántsem volt egyszerű dolga: már az élen állt, amikor elhagyta sisakjának a simléderét. Ennek köszönhetően nagy mértékben leromlottak számára az egyébként sem jó látási viszonyok, főként a sok lekörözött autó által felvert vízpermet miatt.

## 1939
Az 1939-es szezon a második világháború árnyékában vette kezdetét, és szeptemberben, Lengyelország megtámadásával véget is ért. Az idény érdemi része a belga nagydíjjal vette kezdetét júniusban, ahol Caracciola a La Source elnevezésű kanyarban kipörgött, és kiesett. Később ugyanitt szenvedett balesetet a csapattárs Seaman is. Bár a lángba borult autóból még élve szedték ki, az angol pilóta nem sokkal kórházba szállítását követően azonban belehalt sérüléseibe. A versenyző temetésére a komplett Mercedes csapat Londonba utazott. Nem sokkal később karrierje során hatodszor sikerült ismét megnyernie a német nagydíjat, ismét esőben, ezúttal a harmadik helyről indulva. A svájci és tripoli nagydíjakon egyaránt második helyen végzett Hermann Lang mögött. Az utóbbi versenyen egyébként az olasz szervezők szerették volna megakadályozni a totális Mercedes-győzelmet, így az utolsó pillanatban bejelentették, hogy az autók maximális hengerűrtartalma 1,5 liter lehet, szemben a Mercedes által akkoriban használt 3 literes motorokkal. A Mercedes végül képes volt időre elkészíteni két, a verseny szabályainak megfelelő autót, a W165-öst. Végül a szervezők nagy csalódottságára ez a két autó végzett az élen, megelőzve huszonnyolc olasz autót.
Caracciola szerint a csapat az egész idény során Langot favorizálta, ennek egyszer hivatalos levélben is hangot adott. Ezt a gyár sosem ismerte el, miután Caracciola az első két versenyen kiesett, már nem volt reális esélye a győzelemre. Ezen kívül Lang szoros csatát vívott az Auto Union-versenyző Hermann Paul Müllerrel. Bár végül a háború kitörése miatt nem hirdettek hivatalos győztest, a régi, minimum pontrendszert támogatók szerint Müller, az új, a maihoz hasonló maximum pontrendszert preferáló német sportbizottság szerint Lang lett a szezon győztese.

## Visszatérése a háború után
Caracciola és felesége, Alice, a második világháború idején hazaköltözött Svájcba, a pár Luganóban vészelte át ezt az időszakot. A versenyzést ekkor fel kellett függesztenie, ugyanis az üzemanyagok katonai célú felhasználása miatt minden egyes technikai sportág szünetelt. Időközben a fájdalom ismét egyre erősödni kezdett a korábban megsérült lábában, így ismét Bolognába utazott, hogy egy specialistával beszélje meg az esetleges lehetőségeket. A szakember műtétet javasolt, Caracciola azonban ebbe nem ment bele, ugyanis az azzal járó rehabilitáció mintegy három hónapot vett volna igénybe. A háború nagy részét azzal töltötte, hogy megszerezze magának a Tripoliban használt két W165-öst, hogy azok a háborút épségben átvészelhessék. A két jármű nehezen érkezett meg 1945-re a svájci határhoz. Végül egyik sem lett Caraccioláé, ugyanis a hatóságok mindkét autót még a német oldalon lefoglalták.
A háború befejezése után nem sokkal meghívást kapott az 1946-os indianapolisi 500-as versenyre, ahol eredetileg a W165-ösöket használta volna, ám ez a korábban történtek miatt nem volt lehetséges. Ennek ellenére úgy döntött, hogy elutazik a helyszínre, és nézőként tekinti meg a futamot. Megérkezése után egy helyi csapattulajdonos, Joe Thorne felajánlotta egyik versenyautóját, így végül mégis indulhatott. A versenyig már nem jutott el, ugyanis egy gyakorláson egy ismeretlen tárgy (valószínűleg egy madár) fejen találta, és a déli falnak ütközött. Versenyzői karrierjének egy harmadik súlyos baleset vetett véget. Az 1952-es svájci nagydíj egy betétfutamán indult, amikor Mercedes 300SL-jében meghibásodott a fék. A blokkoló fékek miatt egy fának ütközött, és eltörte a bal lábát.
Visszavonulása után továbbra is a Mercedes-Benz alkalmazásában állt, főleg NATO-támaszpontokon szervezett műsorokkal próbálta növelni a gyár autóinak eladását. 1959-ben súlyosan megbetegedett, állapota pedig a kezelések ellenére is rosszabbodott. Később súlyos májproblémákat diagnosztizáltak nála. 1959. szeptember 28-án, Kasselben, 58 évesen érte a halál. Temetésére lakhelyén, Luganóban került sor.

## Kapcsolata a nácikkal

Az NSKK zászlaja, amelybe Caracciolához hasonlóan a legtöbb akkori német autóversenyző ugyancsak belépett

Caracciola és az NSDAP vezére, Adolf Hitler először 1931-ben találkozott. Hitler egy Mercedes-Benz 770-est rendelt, amely akkoriban a gyár legdrágább autója volt. Az autó késve készült el és emiatt Hitler egyre ingerültebb lett. A gyár ezt enyhítendő, Caracciolát kérte meg, hogy szállítsa ki az autót, és vezesse körbe Münchenben Hitlert és fél-unokahúgát Angela Raubalt az autóval. Később így emlékezett vissza Hitlerre: „Nem gondoltam volna, hogy ennek az embernek megvannak ahhoz a képességei, hogy egyszer átvegye a hatalmat”.
Hasonlóan a náci Németország legtöbb autóversenyzőjéhez, Caracciola is tagja volt a félkatonai Nemzetiszocialista Gépesített Hadtest nevű szervezetnek, amely a háború idején szállítási és támogatási feladatokat látott el. Bár későbbi visszaemlékezései szerint sohasem volt a rendszer híve, hogy jó benyomást tegyen, néhányszor hangzatos nyilatkozatot tett. Ilyen volt egy, a német parlament előtt elmondott beszéde, amelyben a német versenyautók sikereit „győzelmi szimbólumoknak” tartotta, amelyek „a Führernek köszönhetők, aki újjáépítette a nemzetet”.

## Emlékezete

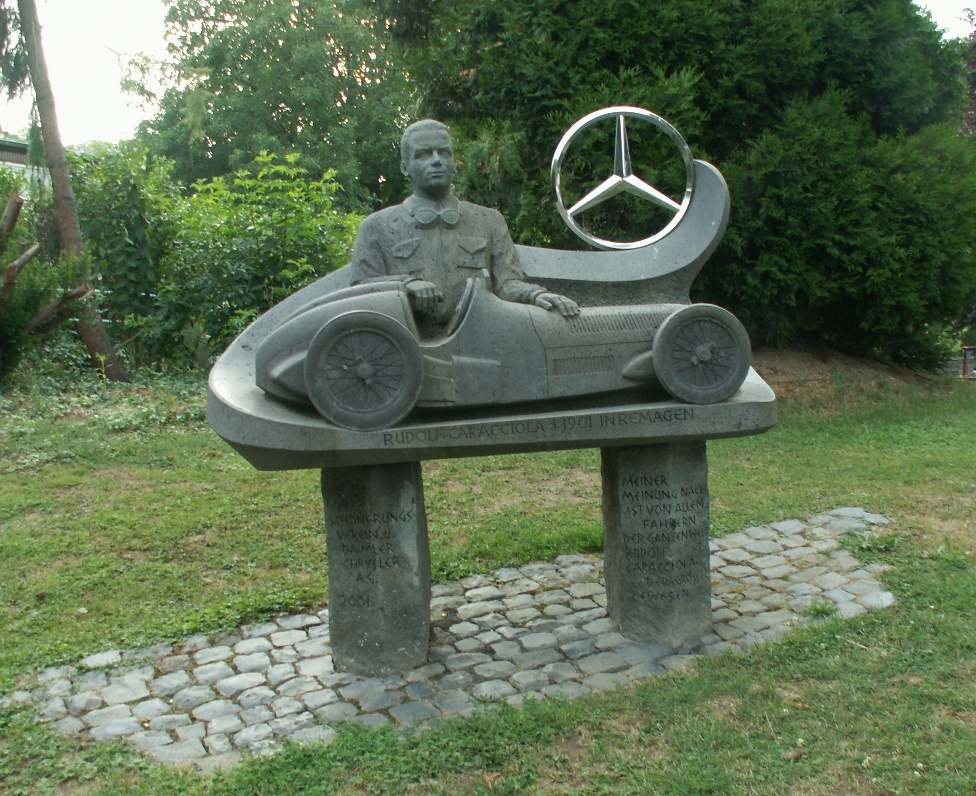
Caracciola szobra Remagenben

Caracciolát Nuvolarival és Rosemeyerrel a Grand Prix-versenyzés legnagyobb alakjai között tartják számon. Kortársai szerint egy maximalista versenyző volt, aki minden időjárási körülményből ki tudta hozni a legtöbbet, és aki nagyon ritkán szenvedett balesetet saját hibájából. Rendkívül jó kapcsolatot ápolt a Daimler versenyrészlegének igazgatójával, Alfred Neubauerrel, aki egy alkalommal a „20-as és 30-as évek, de talán minden idők legjobb autóversenyzőjének” nevezte.
Trófeagyűjteménye jelenleg az indianapolisi NCAA Bajnokok Csarnoka tulajdona. 1998-ban a nemzetközi motorsport-hírességek csarnoka is tagjává választotta. 2001-ben, születésének századik évfordulóján szülővárosában, Remagenben szobrot állítottak tiszteletére. Halálának ötvenedik évfordulóján, 2009-ben teret is elneveztek róla.
Tagja volt az eredeti 200 mérföld/órás klubnak, amely még 1953-ban alakult. Ebben olyan autóversenyzők lehettek tagok, akik legalább két versenyt 200 mérföldes átlagsebességgel teljesítettek. A klubnak rajta kívül csak két külföldi tagja volt.

## Teljes Európa-bajnoki eredménylistája
(Táblázat értelmezése) 

| Év   | Konstruktőr     | Autó          | 1       | 2       | 3       | 4       | 5     | Poz. | Pont |
| ---- | --------------- | ------------- | ------- | ------- | ------- | ------- | ----- | ---- | ---- |
| 1931 | Privát          | Mercedes-Benz | ITA     | FRA Ret | BEL     |         |       | 46=  | 22   |
| 1932 | Alfa Corse      | Alfa Romeo    | ITA NC  | FRA 3   | GER 1   |         |       | 3    | 9    |
| 1935 | Daimler-Benz AG | Mercedes-Benz | BEL 1   | GER 3   | SUI 1   | ITA Ret | ESP 1 | 1    | 11   |
| 1936 | Daimler-Benz AG | Mercedes-Benz | MON 1   | GER Ret | SUI Ret | ITA     |       | 6    | 22   |
| 1937 | Daimler-Benz AG | Mercedes-Benz | BEL     | GER 1   | MON 2   | SUI 1   | ITA 1 | 1    | 13   |
| 1938 | Daimler-Benz AG | Mercedes-Benz | FRA 2   | GER 2   | SUI 1   | ITA 3   |       | 1    | 8    |
| 1939 | Daimler-Benz AG | Mercedes-Benz | BEL Ret | FRA Ret | GER 1   | SUI 2   |       | 3    | 17   |

## Fordítás
- Ez a szócikk részben vagy egészben  a   Rudolf Caracciola című angol Wikipédia-szócikk ezen változatának fordításán alapul.  Az eredeti cikk szerkesztőit annak laptörténete sorolja fel. Ez a jelzés csupán a megfogalmazás eredetét és a szerzői jogokat jelzi, nem szolgál a cikkben szereplő információk forrásmegjelöléseként.